# Oranienburger Vorstadt
Ne doit pas être confondu avec Oranienburg.

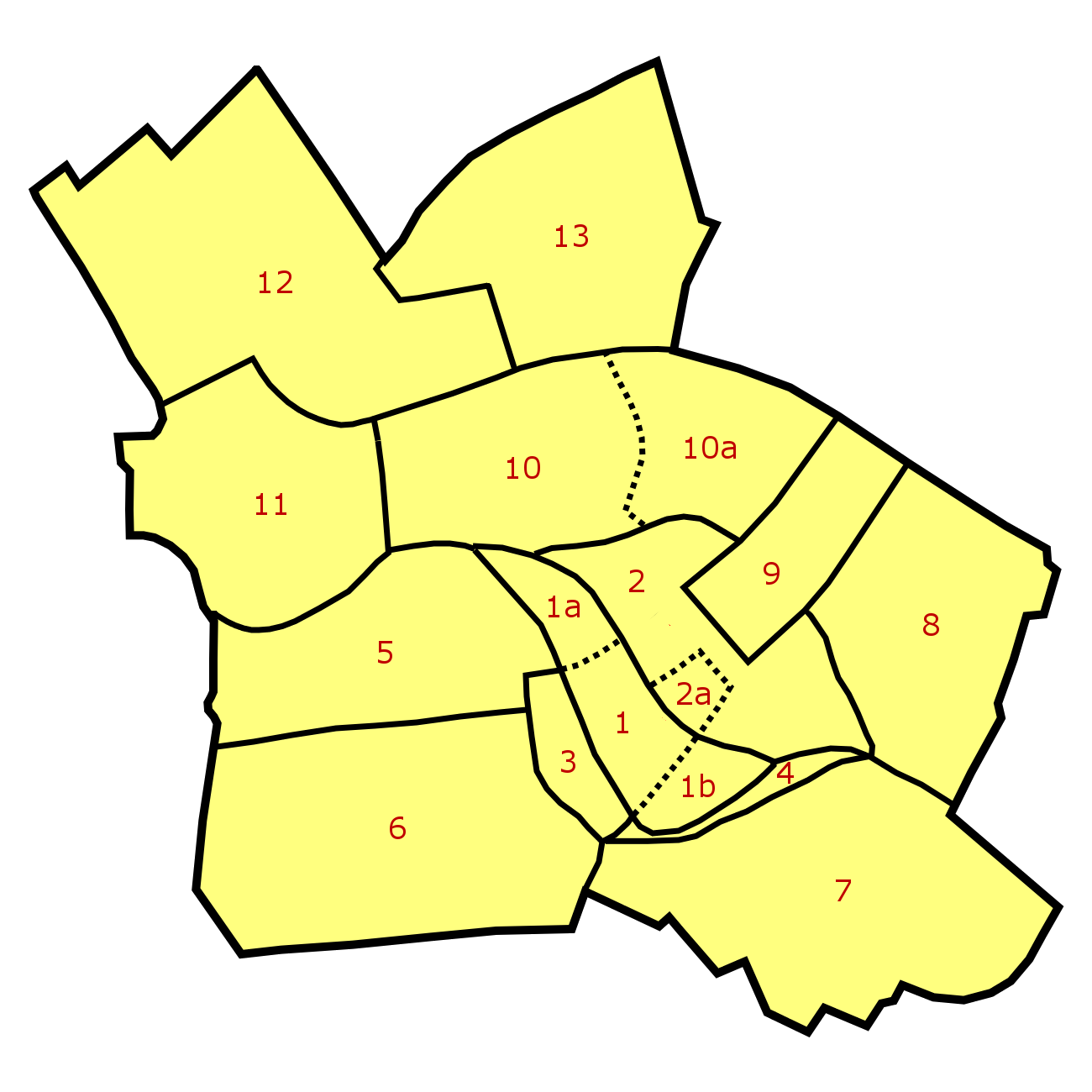
Les 13 quartiers historiques de Berlin-Mitte :
1. Altkölln (Spreeinsel) (avec Museumsinsel [1a], Fischerinsel [1b])
2. Alt-Berlin (avec Nikolaiviertel [2a])
3. Friedrichswerder
4. Neukölln am Wasser
5. Dorotheenstadt
6. Friedrichstadt
7. Luisenstadt
8. Stralauer Vorstadt (avec Königsstadt)
9. Alexanderplatz
10. Spandauer Vorstadt (avec Scheunenviertel [10a])
11. Friedrich-Wilhelm-Stadt
12. Oranienburger Vorstadt
13. Rosenthaler Vorstadt

Oranienburger Vorstadt (communément Oranienburg) est un faubourg du quartier de  Mitte dans l' arrondissement homonyme de la ville de Berlin.

## Description
Oranienburg tient son nom de la porte d'Oranienburg dans l' ancien mur d'octroi de Berlin.

## Sites et monuments remarquables
- Musée d'histoire naturelle de Berlin
- Mémorial du Mur de Berlin at Bernauer Straße
- Église Sainte-Élisabeth de Berlin
- Chapelle de la Réconciliation
- Église Saint-Sébastien de Berlin
- Cimetière des Invalides
- Cimetière de Dorotheenstadt
- Cimetière français de Berlin
- Cimetière Sainte-Sophie (division II)